# King Britt
King James Britt (* 1968) ist ein US-amerikanischer House- und Techno-Musiker, DJ und Labelbetreiber. Er veröffentlicht unter seinem bürgerlichen Namen und zahlreichen Pseudonymen, von denen Oba Funke, Scuba und Sylk 130 zu den bekanntesten gehören. Britt greift in seiner Musik zahlreiche Einflüsse aus Hip-Hop, Soul, R&B, Gospel und Jazz auf.

## Leben und Werdegang
Der in Philadelphia aufgewachsene Britt beschäftigte sich seit seiner Jugend mit Musik und begann früh mit dem Aufbau einer umfangreichen Plattensammlung. Anfang der 1990er Jahre tourte er zunächst als DJ mit der Rapgruppe Digable Planets. Gemeinsam mit Josh Wink produzierte er bald erste eigene Tracks. Unter dem Projektnamen E-Culture produzierten beide 1990 die Single Tribal Confusion, die auf Strictly Rhythm erschien. Gemeinsam mit Wink gründete Britt 1994 das Musiklabel Ovum Recordings.
1998 erschien Britts Debütalbum When The Funk Hits The Fan, das er gemeinsam mit dem Sylk 130 Collective produzierte, das aus Jamaaladeen Tacuma, Darryl Burgee, James Poyser, Alison Crockette, Ursula Rucker, Tony „Capital A“ Green und Monnette Sudler bestand. Mit einer Coverversion des Indeep-Discoklassikers Last Night a DJ Saved My Life gelang dem Projekt 1998 ein Charterfolg im Vereinigten Königreich.
Neben seinen eigenen Veröffentlichungen ist Britt auch als Remixer tätig und lieferte unter anderem Neubearbeitungen für Musiker wie Miles Davis, Curtis Mayfield, Radiohead, Alison Moyet, Everything but the Girl und Chic.
2007 wurde er bei den Pew Fellowships in the Arts des in Philadelphia ansässigen The Pew Center for Arts & Heritage in der Kategorie „Komposition“ aufgenommen.

## Diskografie

### Alben
- 1998: King Britt presents Sylk 130 – When The Funk Hits The Fan (Six Degrees Records)
- 1999: King Britt presents Sylk 130 – When The Funk Hits The Fan (The Remixes) (Six Degrees Records)
- 2001: King Britt presents Sylk 130 – Re-Members Only (Six Degrees Records)
- 2002: King Britt presents The Philadelphia Experiment – Remixed (Ropeadope Records)
- 2003: King Britt – Adventures In Lo-Fi (Rapster Records)
- 2005: King Britt presents Sister Gertrude Morgan – Sister Gertrude Morgan (Ropeadope Records)
- 2006: The Nova Dream Sequence – Interpretations (Compost Records)
- 2010: King Britt – The Intricate Beauty (Nervous Records)
- 2010: King Britt – Baby Loves Disco (Universal Music Group)
- 2014: Fhloston Paradigm – The Phoenix (Hyperdub)
- 2017: Fhloston Paradigm – After… (KingBrittArchives)

### Singles & EPs
- 1990: E-Culture (King Britt & Josh Wink) – Tribal Confusion / Unification (Strictly Rhythm)
- 1992: Just King And Wink (King Britt & Josh Wink) – Strong Song (Vinyl Solution)
- 1994: Firefly – Supernatural (Ovum Recordings)
- 1994: Dynamic – Lift Me / Yeadon (Ovum Recordings)
- 1995: Scuba – Untitled (Ovum Recordings)
- 1996: Sylk 130 – Gettin' Into It (Ovum Recordings)
- 1997: King Britt presents Sylk 130 – The Reason / When The Funk Hits The Fan (Ovum Recordings)
- 1998: King Britt presents Sylk 130 – The Reason / Gettin' Into It (Ovum Recordings)
- 1998: King Britt presents Sylk 130 – Last Night A DJ Saved My Life (Ovum Recordings)
- 1998: Scuba – Swell (Ovum Recordings)
- 1998: Scuba – The Story Of Attraction And Seduction... (Ovum Recordings)
- 2000: King Britt presents Sylk 130 feat. Alma Horton – Happiness (Ovum Recordings)
- 2000: Scuba – Where The Wild Things Are (Ovum Recordings)
- 2001: King Britt presents Sylk 130 feat. Kathy Sledge – Rising (Six Degrees Records)
- 2001: King Britt presents Oba Funke – Buttamilk (Karma Giraffe)
- 2002: King Britt presents Firefly feat. Ursula Rucker – Supernatural (Slip 'n' Slide)
- 2002: Oba Funke – Uzoamaka (Karma Giraffe)
- 2002: King Britt presents Oba Funke – CosmoAfrique (Karma Giraffe)
- 2002: King Britt presents Obafunke – Freedom (Karma Giraffe)
- 2003: King Britt feat. Ivana Santilli – Superstar (The Remixes) (Rapster Records)
- 2003: King Britt presents Oba Funke – Bush Workout (Karma Giraffe)
- 2003: King Britt – Transcend / Spaces (Rapster Records)
- 2004: King Britt presents Sylk 130 – I Can't Wait (Brickhouse Records)
- 2004: King Britt – I Love Firefly (Poussez!)
- 2005: King Britt presents Scuba feat. Lizz Fields – Our Time (Slip 'n' Slide)
- 2005: King Britt – Production EP (V2)
- 2005: King Britt presents Scuba – Love Is The Answer (Swank Recordings)
- 2006: Clara Hill meets King Britt – Did I Do Wrong (Sonar Kollektiv)
- 2007: DJ Yellow & King Britt – Alienation 3/3.7 (Poussez!)
- 2008: King Britt presents Sylk 130 feat. Nikki Jean – Fallen Angel (FiveSix Recordings)
- 2009: Fhloston Paradigm – Charlie Sleeps EP (RCRD LBL)
- 2010: King Britt feat. Astrid Suryanto – Now (Nervous Records)
- 2011: Fhloston Paradigm – Fiction Science (Saturn Never Sleeps)
- 2011: King Britt presents Dynamic – Secret Of The Stars (Planet E)
- 2012: King Britt presents Fhloston Paradigm – Chasing Rainbows (Hyperdub)
- 2015: Fhloston Paradigm – Cosmosis Vol 1 (Hyperdub)
- 2016: Fhloston Paradigm – Cosmosis Vol 2 (Hyperdub)